# Ulagan
Ulagan (in russo Улаган?) è una località della Repubblica dell'Altaj, in Russia, capoluogo del rajon Ulaganskij.